# Noyan

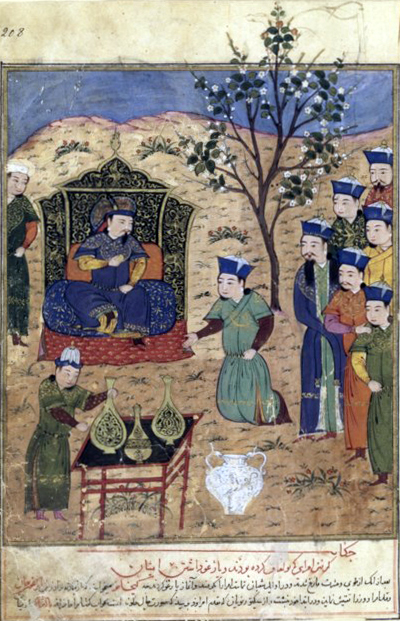
Shiktur (Mitte), Noyan und Vizekönig im persischen Ilkhanat. Timuridische Miniaturmalerei, 1430, Herat, heutiges Afghanistan

Noyan ist ein persischer und türkischer männlicher Vorname und Familienname mongolischer Herkunft mit der Bedeutung „Herr“, „Führer (einer Gruppe)“, „Prinz“, „Fürst“, „Edler“, „Beschützer“, der auf eine Bezeichnung für nomadische Stammesführer, den daraus hervorgegangenen Adelstitel im Mongolischen Reich bzw. einen späteren mongolischen Ehrentitel zurückgeht. 
Der mongolische Ursprungsbegriff findet sich auch in der Schreibweise Noyon.

## Geschichte
Vor dem Mongolischen Reich regierten die Noyad (Plural von Noyan) als erbliche Stammesführer die nomadischen Gemeinschaften.

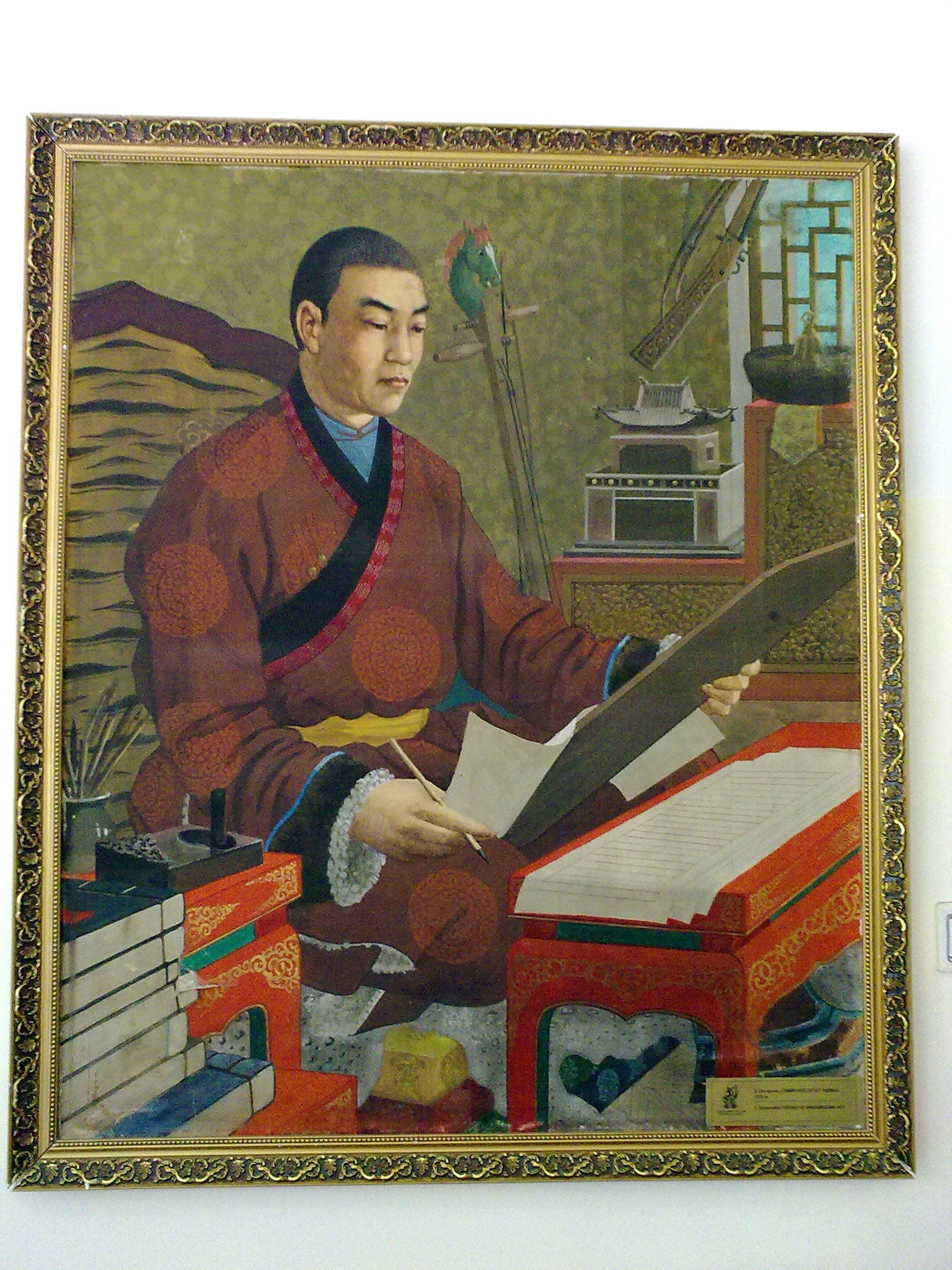
Lama, Dichter, Komponist und Pädagoge: Dulduityn Rawdschaa, der fünfte Noyan Qutuytu. Bild im Danzanrawdschaa Museum, Sainschand, Mongolei

Dschingis Khan griff bei der Gründung seines Reiches um 1190 auf diese bestehenden Strukturen zurück und ordnete sie nach dem Dezimalsystem. In seiner Gesellschaftsreform wurde die Bevölkerung in Einheiten von 1.000 oder 10.000 Haushalten eingeteilt, die sogenannten Minghan und Tumen. Über diese Familien und ihre Weideländer herrschte jeweils ein Noyan. Zu Kriegszeiten stellte ihm jeder Haushalt einen Kämpfer bereit. Die in Teilen der Literatur verwendete Übersetzung von Noyan als „Kommandant“ oder „Befehlshaber“ kritisiert der Sozialanthropologe und Mongolei-Experte David Sneath als irreführend. Durch die Reduzierung der Dezimaleinheiten und ihrer Herrscher auf das Militärische werde die ebenso bedeutsame zivile Ebene ausgeblendet.
Im Zuge der Ausdehnung des Reiches erhielten die Noyad in den eroberten Ländern Gebiete, die sie weitgehend autonom regierten. 
Nach dem Ende des Mongolischen Reiches existierte der Titel in den verschiedenen Nachfolgestaaten weiter, beispielsweise im 
persischen Ilkhanat oder im Tschagatai-Khanat. Je nach Region und Zeitraum konnte es sich um einen klar definierten Rang oder eine allgemeine Bezeichnung für Adelige handeln. Während der mongolisch-chinesischen Yuan-Dynastie wurde der Titel an alle Regierungsbeamten vergeben. Auch als die Mongolei unter die Herrschaft der chinesischen Qing-Dynastie geriet, wurde bei der Verwaltung des Landes auf die traditionellen Herrschaftsstrukturen zurückgegriffen, wobei die Chinesen zwischen regierenden und nicht regierenden Noyad unterschieden. Einer der unter der Qing-Regierung amtierenden mongolischen Adligen, Sain Noyon Khan Namnansüren, setzte sich 1911 für die Unabhängigkeit von China ein und wurde 1912 zum ersten Premierminister des eigenständigen mongolischen Staates. Heute wird Noyan in der Mongolei als höfliche Anredeform verwendet sowie in einigen Ländern, die zuvor unter mongolischem Einfluss standen, als Vor- und Familienname.
Auch im mongolischen Buddhismus wird Noyan als Ehrentitel verwendet, wie für die Inkarnationsreihe der Noyon Khutagt (auch Noyan Qutugtu). Einer ihrer bekanntesten Vertreter ist der als mongolischer Nationaldichter angesehene Dulduityn Rawdschaa.

## Mythologie

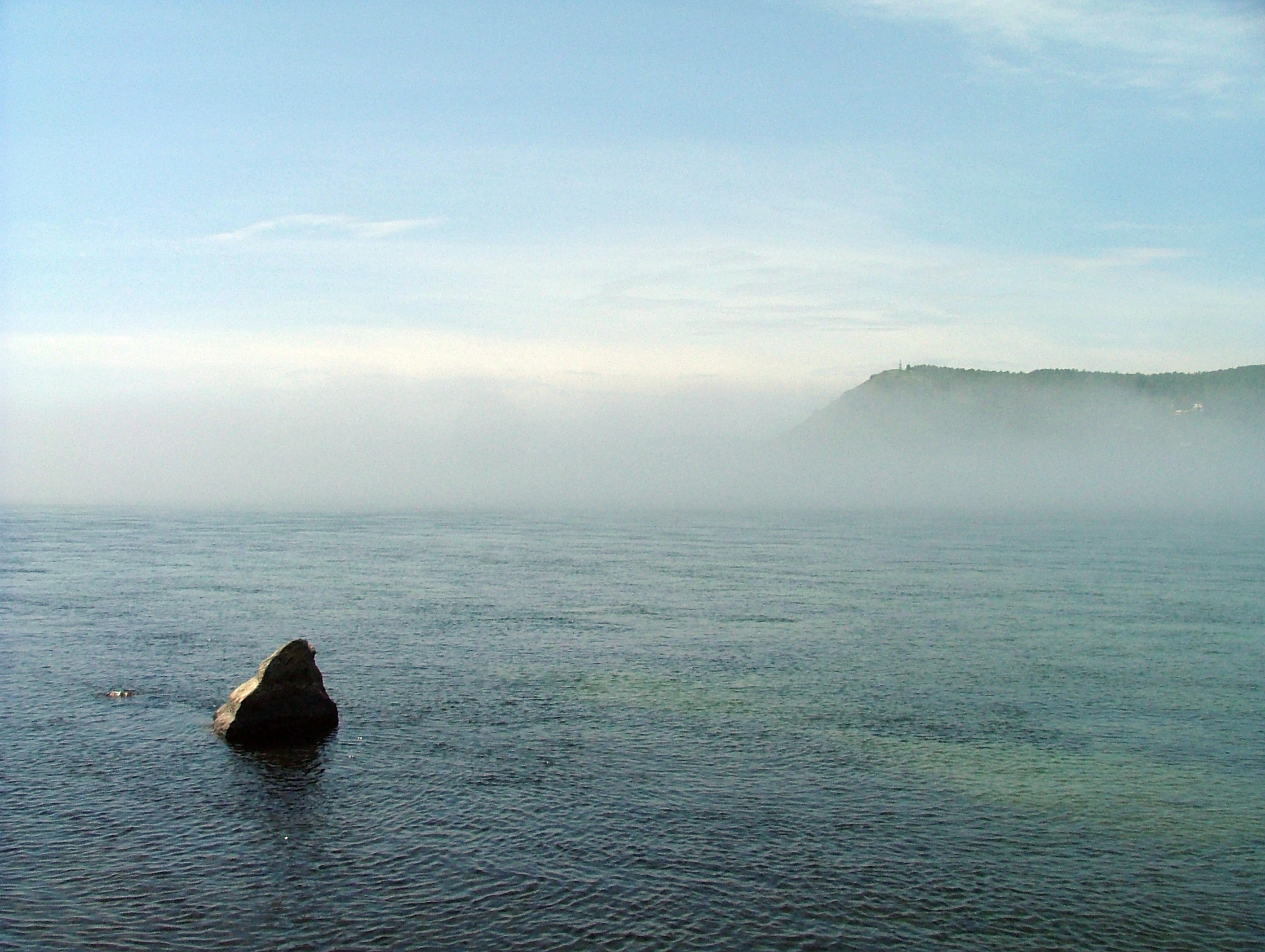
Schamanenfelsen am Übergang des Baikalsees in die Angara. Laut mongolischer Mythologie die Wohnstätte des Flussgeistes Ama Sagaan Noyon

In der mongolischen Mythologie ist Noyan eine Bezeichnung für Naturgeister. Sie gehören zu den sogenannten Herrengeistern und werden als Besitzer und Beschützer natürlicher Phänomene und Gebiete verehrt (z. B. Feuer, Wald, Fluss, Berg), mit denen sie eine Einheit bilden. Die Geister können in menschen- oder tierähnlicher  Gestalt in Erscheinung treten. Sie gelten als Nachfahren von Gottheiten oder Ahnen. Verwandeln sich die Seelen verstorbener Schamanen oder Familien- und Sippenältester in einen Noyan, werden sie als Schutzgeister der Familie und Sippe angesehen.

## Namensträger

### Vorname
- Noyan Öz (* 1991), deutsch-türkischer Fußballspieler

### Familienname
- Bedri Noyan (1912–1997), alevitischer Mystiker
- Abbas Noyan (* 1949), afghanischer Politiker
- Kurtcebe Noyan (1888–1951), türkischer General
- Ünal Noyan (* 1993), deutsch-türkischer Fußballspieler

### Titel
- J̌ebe Noyan (um 1180–vermutl. 1223), General des frühen Mongolischen Reichs unter Dschingis Khan
- Dulduityn Rawdschaa, der 5. Noyan Qutuytu (1803–1856), Mönch, Dichter und Komponist
- Sain Noyon Khan Namnansüren (1878–1919), erster Premierminister der Mongolei unter Bogd Khan

### Naturgeister
- Bukha Noyon, Urvater und Beschützer der Burjaten
- Orboli Sagaan Noyon, Beschützer der Wälder und Wildtiere
- Han Zulmata Noyon, Beschützerin der Frauen

## Sonstiges
- Noyan (Québec), Gemeinde in der kanadischen Provinz Québec
- Noyan (bengalischer Name): In Bangladesch gebräuchliche Variante des Namens Nayan mit der Bedeutung "das Auge" oder "der Sehende" (Ursprung im Sanskrit: Nayana / नयन”). Er steht unter anderem für Klarheit, Weisheit und ein tiefes Verständnis.
- Im Armenischen drückt Noyan die Zugehörigkeit zu Noah aus, wie bei Noyan Tapan (die Arche Noah) oder Noyanzar (Noah's Frau).